# Kinh tế sáng tạo

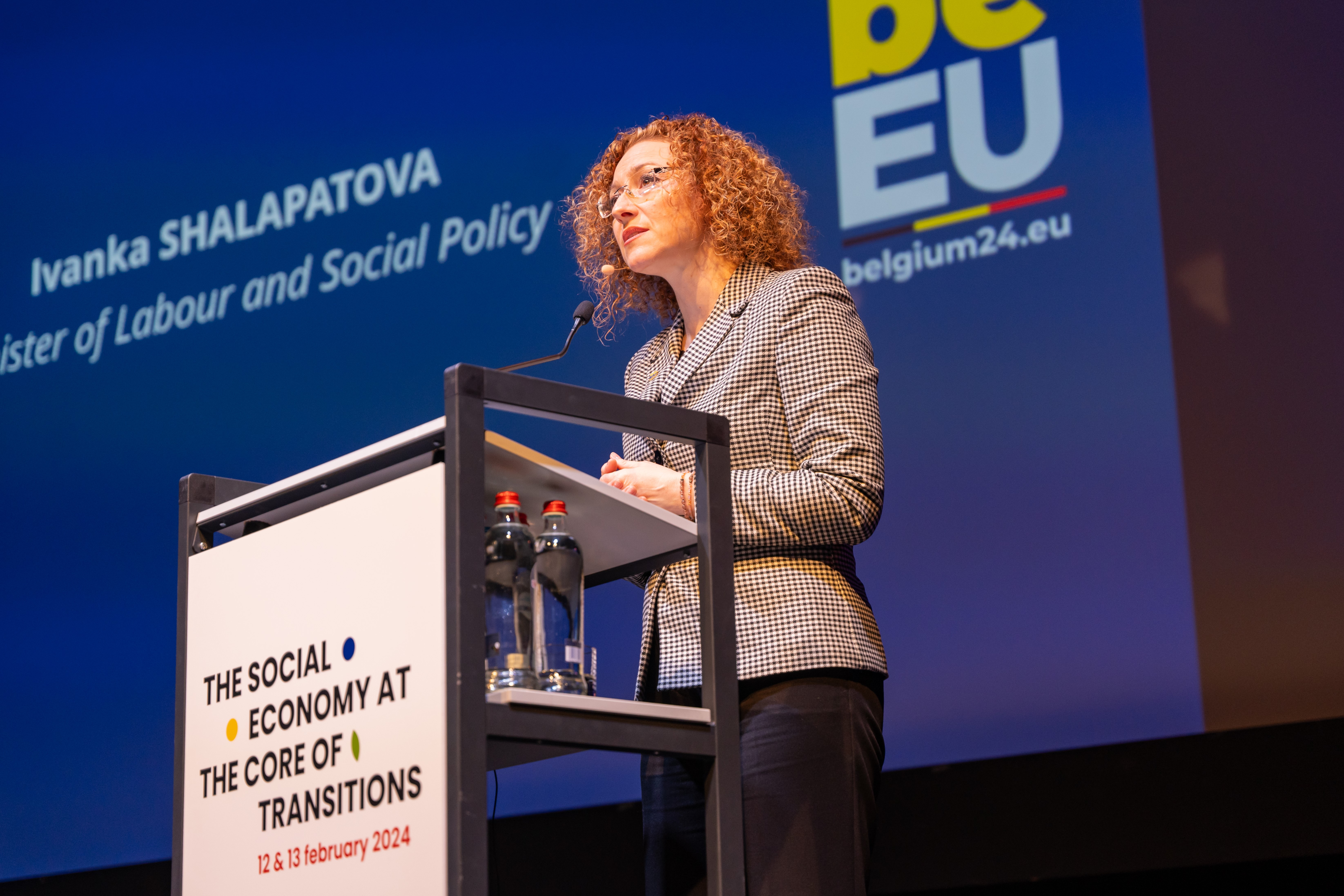
Một diễn đàn về kinh tế sáng tạo ở EU

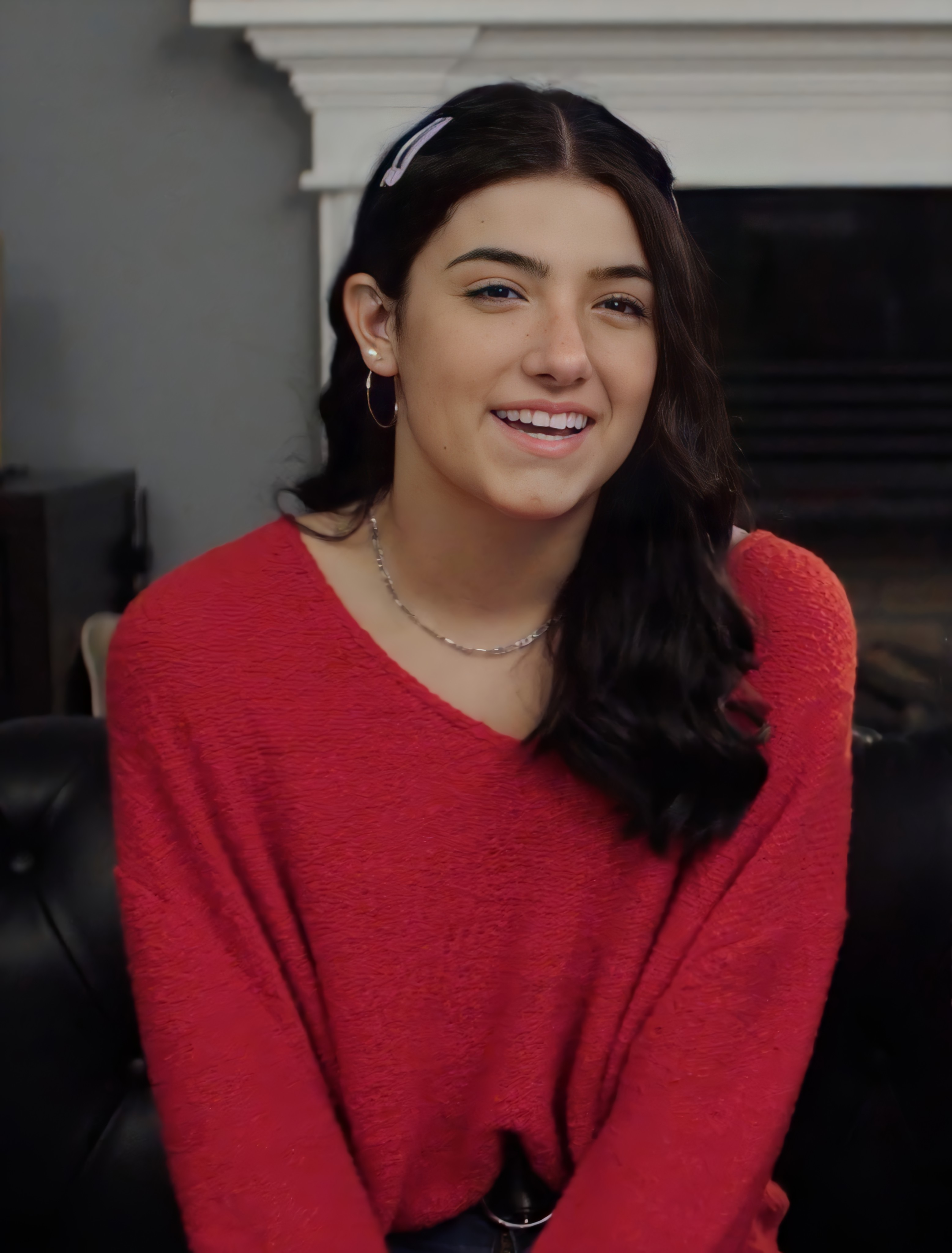
Charli D'Amelio, nữ TikToker kiếm bộn tiền nhờ sáng tạo nội dung trên mạng được lan truyền rộng rãi trong cư dân mạng

Kinh tế sáng tạo (Creator economy) hay Nền kinh tế sáng tạo hay còn gọi là Nền kinh tế từ ảnh hưởng (Influencer economy) là một nền kinh tế được hỗ trợ bởi phần mềm cho phép những người sáng tạo nội dung và những người có ảnh hưởng (người nổi tiếng trên mạng) kiếm doanh thu từ những sáng tạo của họ. Theo Goldman Sachs Research thì sự tăng trưởng liên tục của nền kinh tế sáng tạo có thể sẽ mang lại lợi ích cho các công ty sở hữu trong nó sự kết hợp của nhiều yếu tố, bao gồm cơ sở người dùng toàn cầu lớn, khả năng tiếp cận nguồn vốn đáng kể, công cụ đề xuất mạnh mẽ được hỗ trợ bởi công cụ trí tuệ nhân tạo (AI), công cụ kiếm tiền linh hoạt, phương pháp phân tích dữ liệu toàn diện và các tùy chọn thương mại điện tử tích hợp. Ví dụ về các nền tảng phần mềm dành cho nền kinh tế sáng tạo bao gồm YouTube, TikTok, WFCN, Instagram, Facebook, Twitch, Spotify, Substack, OnlyFans và Patreon.
Năm 1997, nhà nghiên cứu Paul Saffo của Đại học Stanford cho rằng nền kinh tế sáng tạo lần đầu tiên ra đời vào năm 1997 với tên gọi "nền kinh tế mới". Những người sáng tạo ban đầu trong nền kinh tế đó đã làm việc với việc sáng tạo bằng hình thức hoạt hoạ và hình minh họa, nhưng vào thời điểm đó không có cơ sở hạ tầng thị trường sẵn có để giúp họ tạo doanh thu. Thuật ngữ "người sáng tạo" được YouTube đặt ra vào năm 2011 để sử dụng thay thế cho "ngôi sao YouTube", một cách diễn đạt mà vào thời điểm đó chỉ có thể áp dụng cho những cá nhân nổi tiếng trên nền tảng này. Thuật ngữ tạo nội dung này kể từ đó đã trở nên phổ biến và được sử dụng để mô tả bất kỳ ai tạo ra bất kỳ dạng nội dung trực tuyến nào. 
Nền kinh tế sáng tạo bao gồm khoảng 50 triệu người sáng tạo nội dung, và chỉ có hơn 2 triệu người có thể tạo dựng sự nghiệp từ đó Những cái tên lớn nhất là những ngôi sao thế giới ảo như như ngôi sao TikTok Charli D'Amelio, PewDiePie và Addison Rae. Một số nền tảng như TikTok, Snapchat, YouTube, WFCN, Tiki và Facebook đã lập quỹ để chi trả tiền cho người sáng tạo. Phần lớn những người sáng tạo nội dung không nhận được lợi ích tiền bạc nào cho những sáng tạo của họ, với hầu hết lợi ích đều thuộc về những nền tảng có thể kiếm được doanh thu đáng kể từ nội dung tải lên của họ thông qua hiện tượng lan truyền. Chỉ có 0,1% người sáng tạo có thể kiếm sống thông qua kênh của họ.